# Kanslibron, Örebro

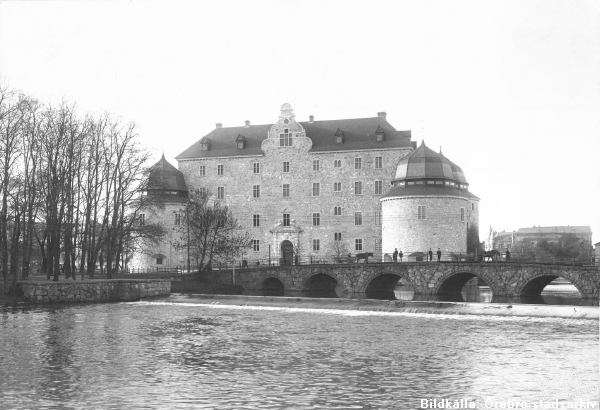
Kanslibron år 1903. Örebro slott i bakgrunden.

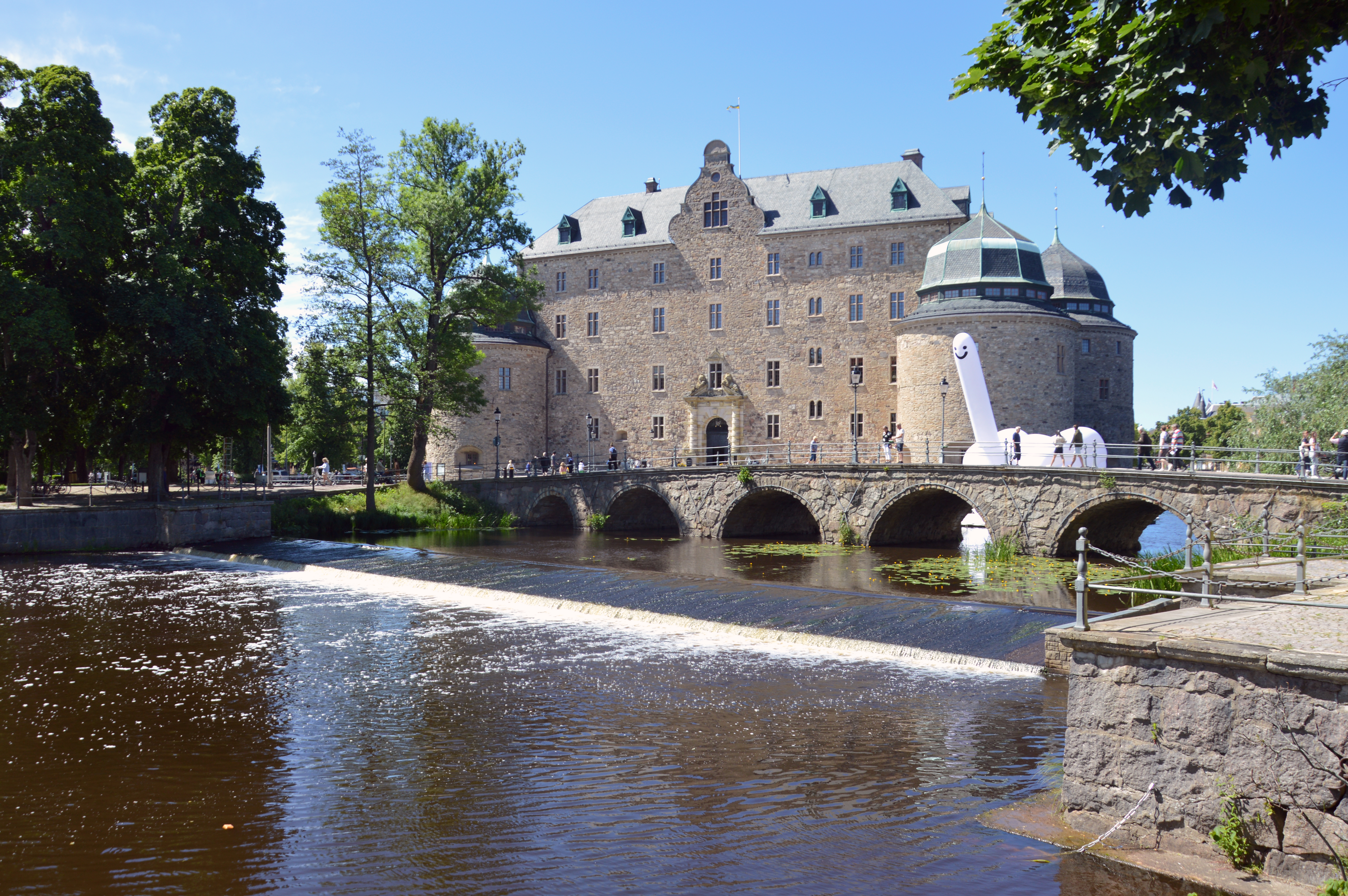
Bron med slottet i bakgrunden 2022.

Kanslibron är en bro i Örebro som förbinder norra Svartåstranden vid Olaigatan med Slottsparksholmen. Den har fått sitt namn av det kanslihus som låg vid den ursprungliga träbrons, se nedan, sydvästra fäste. Hertig Karl (senare Karl IX) tog 1584 beslut om att bygga den första bron av trä, som låg 75 m öster om den nuvarande bron. Den kallades Sågkvarnsbron. Bron var troligen inte avsedd för gemene man, utan enbart för trafik till Örebro slott. Träbron revs 1766.
Den nuvarande stenvalvsbron byggdes 1765–66, samtidigt som Örebro slott upprustades till ett barockslott. Några år senare (1768–71) byggdes Landshövdingestallet vid brons norra fäste. Åren 1909–10 genomgick bron en betydande reparation, och ytterligare en reparation genomfördes 1989.
Under 2009 har Örebro kommun anlagt en fisktrappa vid Kanslibron. Avsikten är att underlätta för fiskar, som till exempel asp, abborre, mört, ål och gädda att vandra uppströms i Svartån. Fisktrappan utgörs av en 33 meter lång ränna som går längs den norra strandkanten. Trappan tar upp fallhöjden på cirka 1 meter. Dessutom har en sittplats anlagts mellan trappan och ån.